# Санта-Клаус (Індіана)
Санта-Клаус (англ. Santa Claus) — місто (англ. town) в США, в окрузі Спенсер штату Індіана. Населення — 2586 осіб (2020).

## Географія
Санта-Клаус розташована за координатами 38°6′58″ пн. ш. 86°55′46″ зх. д. / 38.11611° пн. ш. 86.92944° зх. д. (38.116181, -86.929463).  За даними Бюро перепису населення США в 2010 році місто мало площу 17,78 км², з яких 16,69 км² — суходіл та 1,09 км² — водойми.

## Демографія
Згідно з переписом 2010 року, у місті мешкала 2481 особа в 936 домогосподарствах у складі 737 родин. Густота населення становила 140 осіб/км².  Було 1044 помешкання (59/км²).
Расовий склад населення:
| - 98,1 % — білих - 0,5 % — азіатів - 0,3 % — чорних або афроамериканців - 0,1 % — корінних американців |

До двох чи більше рас належало 0,4 %. Частка іспаномовних становила 1,3 % від усіх жителів.
За віковим діапазоном населення розподілялося таким чином: 27,7 % — особи молодші 18 років, 57,3 % — особи у віці 18—64 років, 15,0 % — особи у віці 65 років та старші. Медіана віку мешканця становила 39,8 року. На 100 осіб жіночої статі у місті припадало 91,9 чоловіків;  на 100 жінок у віці від 18 років та старших — 89,7 чоловіків також старших 18 років.
Середній дохід на одне домашнє господарство  становив 89 978 доларів США (медіана — 71 979), а середній дохід на одну сім'ю — 98 326 доларів (медіана — 80 324). Медіана доходів становила 59 327 доларів для чоловіків та 40 313 долари для жінок. За межею бідності перебувало 3,0 % осіб, у тому числі 1,6 % дітей у віці до 18 років та 7,1 % осіб у віці 65 років та старших.
Цивільне працевлаштоване населення становило 1315 осіб. Основні галузі зайнятості: освіта, охорона здоров'я та соціальна допомога — 23,8 %, виробництво — 20,7 %, мистецтво, розваги та відпочинок — 11,1 %, роздрібна торгівля — 10,0 %.